# Muntanya de l'Amigó
La muntanya de l'Amigó és una serra situada entre els municipis de Badalona, a la comarca del Barcelonès, Tiana a la del Maresme i Sant Fost de Campsentelles, a la comarca del Vallès Oriental. El seu cim més elevat és la Coscollada, amb una elevació màxima de 466 metres, i al capdamunt de la qual hi ha una torre de vigilància per a la prevenció d'incendis forestals.